# چپرلی (خداآفرین)
۳۸°۵۳′۵۲″ شمالی ۴۶°۵۱′۲۲″ شرقی / ۳۸٫۸۹۷۷۸°شمالی ۴۶٫۸۵۶۱۱°شرقی

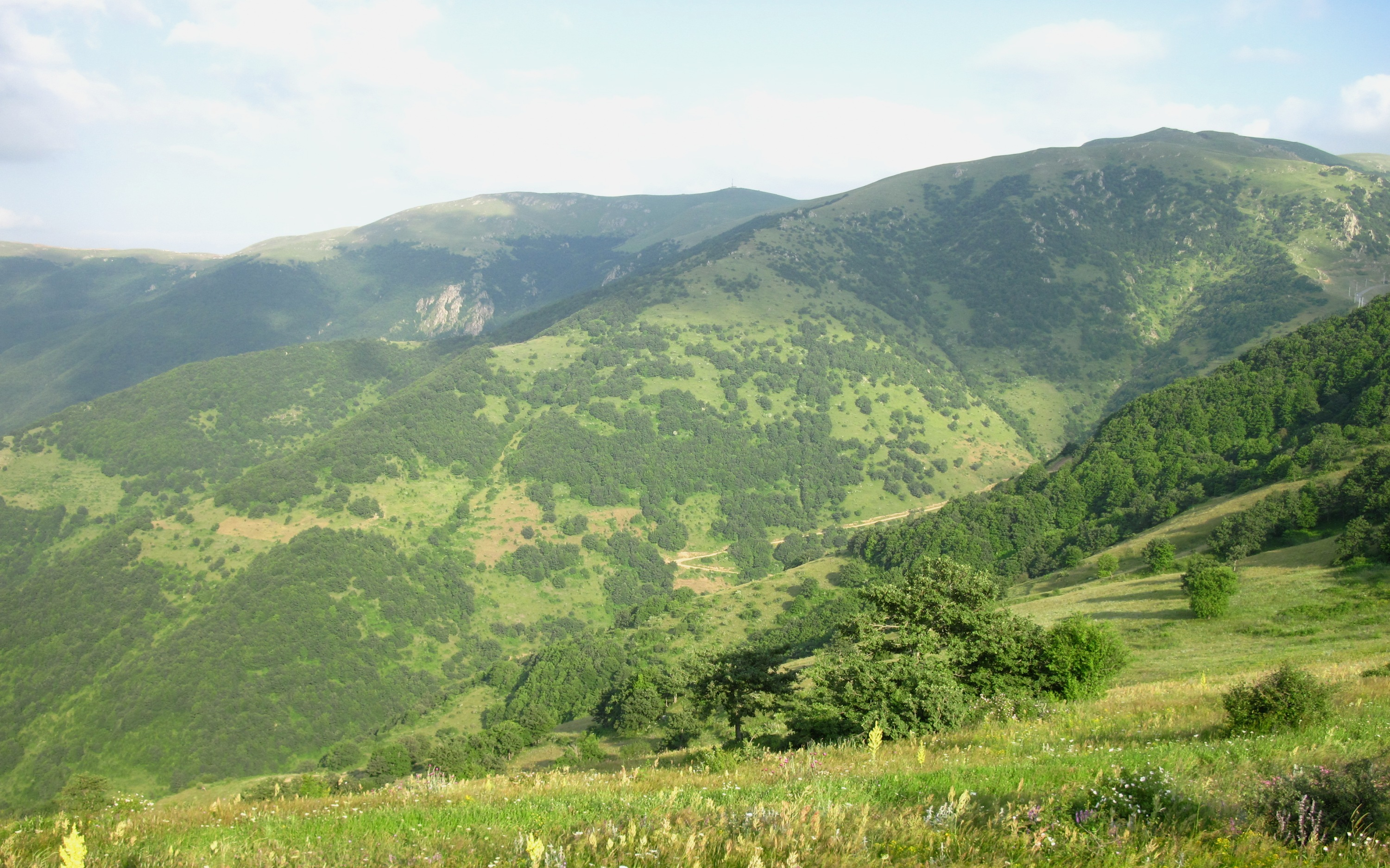
نمایی دور از مراتع چپرلی در اواخر خرداد.

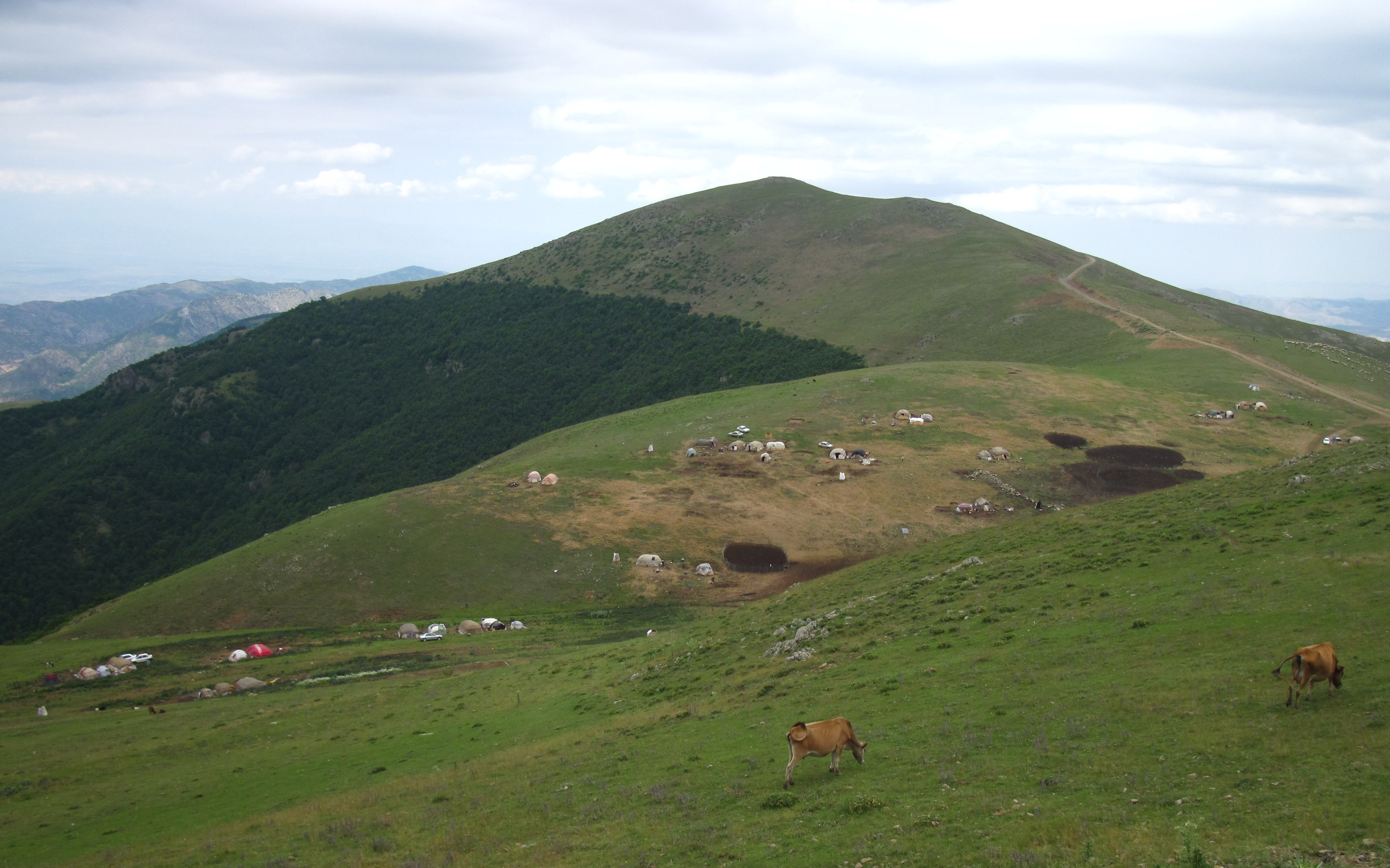
کمپ تابستانی دامداران در چپرلی.

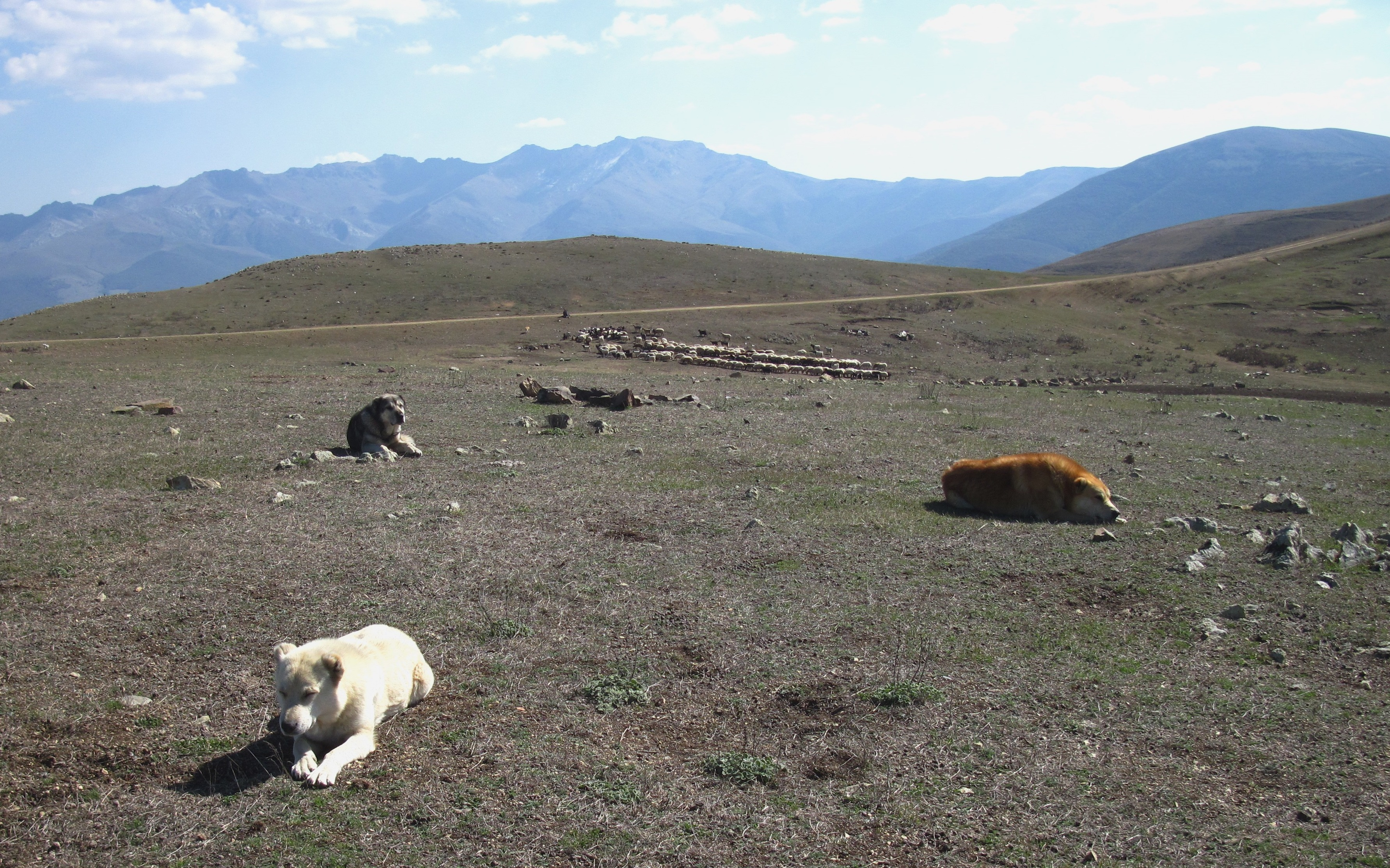
سگها ی ارسباران جزیی از اعضای خانواده محسوب می‌شوند.

چپرلی (Chaparli) مرتعی در بالای کوههای جنوب شرقی روستای عباس‌آباد است. این مرتع سکونتگاه تابستانی (ییلاق) آن بخش از اهالی دریلو است که زندگی ایلاتی نیمه ساکن دارند، و همزمان به دامپروری اند کشاورزی مشغولند. این عشایر در واقع از بازماندگان روسای ایل محمد خانلو هستند.
تا اواخر دهه پنجاه خورشیدی حدود چهل خانوار در ییلاق چپرلی چادر زده و فصل گرم سال را در آنجا سپری می‌کردند. به تدریج منزلت اجتماعی شغل چوپانی تنزل کرد، و بعلت کمبود چوپانان خبره، پرورش گوسفند صرفه اقتصادی خود را از دست داد. در سال‌های اخیر، عشایر از ترس اینکه ممکن است دادگاه مالکیت مرتع را به اهالی روستای عباس‌آباد واگذار کند، کوچ تابستانی را از سر گرفته اند، هر چند که تعداد گله‌ها به صورت محسوسی کم شده‌است.
در بخش غربی کمپ، بری تسهیل آبدهی گله‌ها، چشمه را با کانالی سیمانی مجهز کرده‌اند. در گوشه‌ای توالت عمومی ساخته شده‌است. با این‌حال، هنوز چادرها بر روی زمینی بر پا می‌شوند که در طی دهه‌ها از لایه‌ای ضخیم از فضولات حیوانی تشکیل شده‌است. در مجموع امکانات رفاهی کمپ حد اقلی است.
اورهان پاموک در کتاب "اسم من قرمز است" رابطه عشق-نفرت ترک‌ها و سگها را توصیف کرده‌است. در میان عشایر ارسباران مصداق این وصف را می‌توان به عینه مشاهده کرد. هر خانوار بین ۲ تا ۵ سگ نگاه میدارد. گوش‌ها و دوم این سگها را در بدو تولد میبرند. به این حیوانات نان تیلیت شده در شیر میخورانند. هنگامی که گله را برای شیر دوشی به نزدیک چادرها می‌آورند، سگها در محوطه میخوابند بی آنکه توجهی به رهگذران داشته باشند. بین غروب و طلوع آفتاب سگها رفتاری بشدت تهاجمی دارند، و به غریبه‌ها حمله می‌کنند. زدن سگها، حتی برای دفاع، با واکنش خصمانه عشایر جواب داده می‌شود. در حقیقت اغلب دعوای بین خانوارها به جانبداری از سگها مربوط می‌شود. این رابطه عاطفی (منجر به دعوای بین خانوارها) مورد تقبیح اهالی مؤمن تر روستا نشینان است.